# Styles Bridges
Henry Styles Bridges, född 9 september 1898 i Washington County, Maine, död 26 november 1961 i Concord, New Hampshire, var en amerikansk republikansk politiker. Han var guvernör i delstaten New Hampshire 1935–1937. Han representerade New Hampshire i USA:s senat från 1937 fram till sin död.
Bridges utexaminerades 1918 från University of Maine i Orono. Han arbetade vid University of New Hampshire 1921–1922. Han var redaktör för tidskriften The Granite Monthly 1924–1926.
Bridges efterträdde 1935 John Gilbert Winant som guvernör i New Hampshire. Han efterträddes två år senare av Francis P. Murphy.
Bridges besegrade demokraten William N. Rogers i senatsvalet 1936. Han omvaldes 1942, 1948, 1954 och 1960.
Bridges tjänstgjorde som republikanernas ledare i senaten 1952–1953. Minoritetsledaren Kenneth S. Wherry hade avlidit 1951 och Bridges tillträdde i januari 1952. Han efterträddes året efter av Robert Taft som blev majoritetsledare i och med att republikanerna fick majoritet i senaten. Bridges var sedan president pro tempore i USA:s senat 1953–1955. I den egenskapen utpressade han år 1954 demokraten Lester C. Hunt från Wyoming att avgå från senaten. Bridges och andra republikaner hotade att göra skandal om Hunts sons homosexualitet. Hunt meddelade sin avgång och begick sedan självmord.
Senator Bridges avled 1961 i ämbetet och efterträddes som senator av Maurice J. Murphy.